# 占部村
占部村（うらべむら）は、かつて愛知県碧海郡にあった村である。
現在の岡崎市の南西部（国正町・上三ツ木町・下三ツ木町・正名町・中村町・定国町・坂左右町・下和田町・野畑町など）に該当する。

## 沿革
- 1878年（明治11年） - 正名村、二軒屋村が合併し、正名村となる。
- 1889年（明治22年）- 上三ツ木村、国正村、中村、下三ツ木村、正名村、野畑村、下和田村、坂左右村、定国村が合併し、占部村が発足。
- 1906年（明治39年）5月1日 - 糟海村、中井村、中島村、合歓木村、上青野村と合併し、六ツ美村が発足。同日占部村は廃止。